# 塔普夫海姆
塔普夫海姆是德国巴伐利亚州的一个市镇。总面积44.45平方公里，总人口4005人，其中男性2000人，女性2005人（2011年12月31日），人口密度90人/平方公里。